# Cratere Luther
Luther è un cratere lunare di 9,29 km situato nella parte nord-orientale della faccia visibile della Luna.